# Apocryptus gratus
Apocryptus gratus är en stekelart som beskrevs av Mao-Ling Sheng och Sun 2002. Apocryptus gratus ingår i släktet Apocryptus och familjen brokparasitsteklar. Inga underarter finns listade i Catalogue of Life.